# Lauffeld
Lauffeld, parfois écrit Lauffeldt ou Lawfeld, en néerlandais Lafelt, est un village de Flétange dans la commune de Riemst en Hesbaye dans le sud du Limbourg. Le hameau comptait 500 habitants en 2016.
Lauffeld a été mentionné pour la première fois par écrit en 1311, sous le nom de Lancfelt.
Le village est célèbre pour la Bataille de Lauffeld qui y a eu lieu en 1747.

## Visite touristique
- L'église Notre-Dame de Lourdes est située à Lauffeld. Cette église en brique a été construite en 1940. L'architecte était Nivelle.
- La chapelle en brique de Lauffeld est située sur la Iers Kruisstraat, construite en 1857 et incorporée à l'école des Sœurs de Marie en 1874. En 1880, un monastère des sœurs Visitandines est construit et en 1881 la chapelle est agrandie. Le monastère a finalement été fermé et en 1978, une institution pour handicapés mentaux nommée Oostheuvel s'y est installée.

## La croix irlandaise

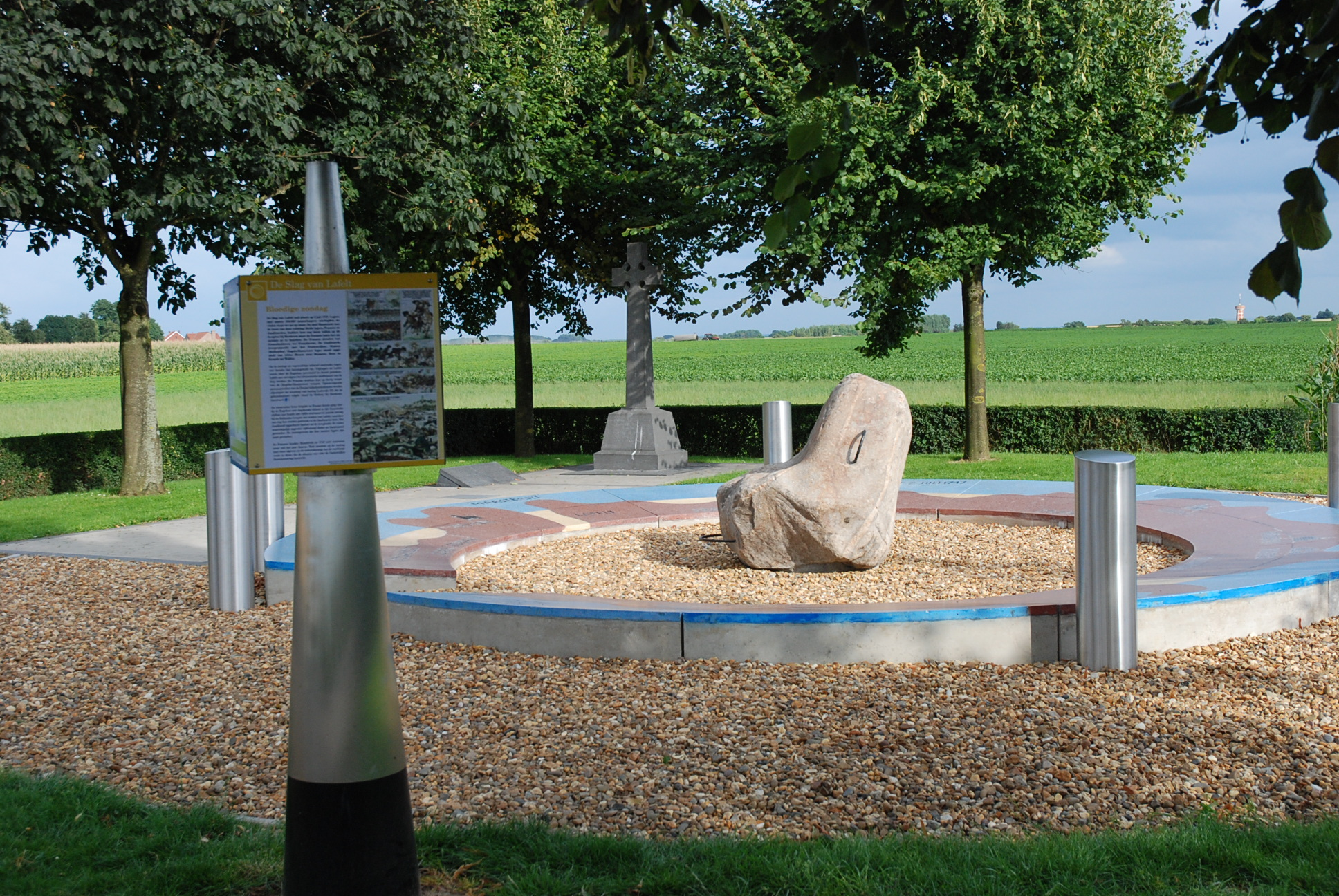
Le monument de Lauffeld avec la croix irlandaise

À mi-chemin de la liaison entre Flétange et Lauffeld se trouve la croix irlandaise. Ce monolithe a été inauguré le 21 juin 1964 par M. Biggar, l'ambassadeur d'Irlande. Il rappelle les soldats de la brigade irlandaise, partie de l'armée française, décédés lors de la bataille de Lauffeld  en 1747. Il a été financé par "The Cork City Choral Society" dont Staf Gebruers (1902-1970), un Belge émigré, était chef de chœur.
En mai 2008, la Croix irlandaise a été intégrée dans un plus grand centre d'accueil qui se concentre non seulement sur la présence irlandaise, mais sur toute la bataille de Lauffeld. Un gros rocher de granit a été placé de façon à pouvoir être retourné. Autour d'elle est un grand anneau de Granito sur lequel la situation du champ de bataille peut être vue en mosaïque. Il y a également cinq colonnes en acier avec haut-parleurs. Sur simple pression d'un bouton, un spectacle sonore de douze minutes suit. Il lit, entre autres, le journal de Winand Mengels, qui a regardé la bataille en 1747. On peut également entendre le rugissement de la bataille. Ce site fait partie de 14 lieux historiques qui ont été conçus par l'artiste visuel Hans Lemmen pour le compte de la Grerschap Albertkanaal. La composition sonore est celle du créateur du programme Armeno Alberts et la voix est celle de Walter Slosse. On peut également voir des images et des textes sur la bataille sur une colonne d'information. A quelques kilomètres au sud sur le Sieberg à Herderen, où Louis XV a assisté à la bataille, un trône de granit avec une colonne d'information a également été placé. La croix irlandaise rappelle la bataille de Lauffeld qui a eu lieu ici en 1747. 150 000 soldats ont concouru ici pour la possession de Maestricht. On pense qu'environ 5 000 soldats sont morts et plus de 10 000 ont été blessés. Début 2013, onze squelettes ont été retrouvés.

## Nature et paysage
Lauffeld est situé en Hesbaye-sèche à une altitude d'environ 100 mètres. Le canal Albert est situé à l'est de Lauffeld.

## Autres
En 2007, Lauffeld a participé au programme de la VRT The Great Crossing, dans lequel les hommes de la ville de Rosmeer sont allés vivre à Lauffeld pendant une semaine comme expérience sociale, tandis que les femmes de Lauffeld sont allées à Rosmeer pendant une semaine.

## Villages à proximité
Kesselt, Vroenhoven, Heukelom, Riemst, Flétange, Hees